# Gromača
Gromača falu Horvátországban, Dubrovnik-Neretva megyében. Közigazgatásilag Dubrovnik községhez tartozik.

## Fekvése
A Dubrovnik városától légvonalban 10, közúton 19 km-re északnyugatra a tengermelléken, az Orašacból északra menő út mellett, Kliševo és Ljubač között fekszik.

## Története
A régészeti leletek tanúsága szerint Gromača területe már ősidők óta lakott. A Gromačka-barlangban a 12 ezer évvel ezelőtt élt őskori ember lábnyomait találták meg. Az itt talált cseréptöredékek korát 4-5 ezer évesre becsülik. Az itt élt első ismert nép az illírek voltak, akik az i. e. 2. évezredtől fogva éltek itt magaslatokon épített erődített településeken és kövekből rakott halomsírokba temetkeztek. Halomsírjaikból egy tucat található a település határában is. Maga a „gromač” főnév is kőhalmot jelent. Az illírek i. e. 35-ig uralták a térséget, amikor Octavianus hadai végső győzelmet arattak felettük. A Nyugatrómai Birodalom bukása után 493-tól a keleti gótok uralták a területet. 535-ben Dalmáciával együtt a Bizánci Császárság uralma alá került. A horvátok ősei a 7. században érkeztek Dalmáciába és csakhamar megalapították első településeiket. Ezek elsőként a termékeny mező melletti, ivóvízzel rendelkező helyeken alakultak ki.
A horvát tengermelléknek ez a része a Neretvától Dubrovnik városáig a középkori Zahumljéhez tartozott, mely kezdetben a horvát nemzeti királyoktól, majd a 12. századtól a horvát-magyar királyoktól függőségben (Hum, Chum néven) önálló hercegséget képezett. Mihály humi herceget („dux Chulmorum”) már a 10. században említik. A 12. században a Zahumlje térségének zavaros történeti időszakában átmenetileg a raškai uralkodók uralma alá került, de 1154-ben Borics bosnyák bán megszerezte tőlük. 1198-ban Endre horvát-szlávón herceg visszaszerezte a magyar koronának, de ténylegesen a Nemanjić-dinasztia hercegei uralkodtak felette. 1326-ban újra a bosnyák bánok uralma alá került, majd Dusán István szerb király foglalta el. 1362-ben visszaszerezték a horvát-magyar királyok, majd 1382-ben I. Tvrtko bosnyák király kezére került. Végül 1399-ben megszerezte a Raguzai Köztársaság. A kliševoi Szent Mihály plébániát 1620-ban alapították hat település Ljubač, Gromača, Kliševo, Mrčevo, Mravinjac és Riđica hívei számára. Gromača hívői azóta is ide tartoznak.
A Raguzai Köztársaság bukása után 1806-ban Dalmáciával együtt ez a térség is a köztársaságot legyőző franciák uralma alá került, de Napóleon bukása után 1815-ben a berlini kongresszus Dalmáciával együtt a Habsburgoknak ítélte. A településnek 1857-ben 225, 1910-ben 290 lakosa volt. 1918-ban az új szerb-horvát-szlovén állam, majd később Jugoszlávia része lett. A délszláv háború során 1991. október 1-jén kezdődött a jugoszláv hadsereg (JNA) támadása a Dubrovniki tengermellék ellen. Az elfoglalt települést a szerb erők kifosztották és felégették. 1992. májusáig lényegében lakatlan volt. A háború után rögtön elkezdődött az újjáépítés. 1996-ban földrengés okozott súlyos károkat. A településnek 2011-ben 146 lakosa volt, akik főként mezőgazdasággal, állattartással foglalkoztak.

## Népesség
| Lakosság változása | Lakosság változása | Lakosság változása | Lakosság változása | Lakosság változása | Lakosság változása | Lakosság változása | Lakosság változása | Lakosság változása | Lakosság változása | Lakosság változása | Lakosság változása | Lakosság változása | Lakosság változása | Lakosság változása | Lakosság változása |
| ------------------ | ------------------ | ------------------ | ------------------ | ------------------ | ------------------ | ------------------ | ------------------ | ------------------ | ------------------ | ------------------ | ------------------ | ------------------ | ------------------ | ------------------ | ------------------ |
| 1857               | 1869               | 1880               | 1890               | 1900               | 1910               | 1921               | 1931               | 1948               | 1953               | 1961               | 1971               | 1981               | 1991               | 2001               | 2011               |
| 225                | 248                | 260                | 282                | 303                | 290                | 301                | 290                | 291                | 297                | 242                | 209                | 178                | 167                | 144                | 146                |

## Nevezetességei
- A Kisboldogasszony tiszteletére szentelt temploma 1909-ben épült, a korábbi templom helyén.
- A Gromačka-barlang (más néven Za Vlakom) a falu legmagasabban fekvő házából északkeletre, 605 méteres magasságban található. A barlang már ősidők óta ismert, a nyilvánosság számára 1985-ben nyitották meg. Feltárását a zágrábi Velebit Hegymászó Egyesület barlangászati szakosztálya végezte. A barlang hidrológiailag ma is aktív, kis patak folyik benne és időszakosan feltöltődik a 400 négyzetméteres vízfelületű barlangi tó is. 2172 méteres hosszúságával az ország 14. leghosszabb barlangja. Legmélyebb pontja 212 méter, főágának szélessége helyenként eléri a 30 métert, magassága pedig a 20 métert. A barlangot már az ősember is használta, a bejárattól mintegy 300 méterre megtalálták lábnyomait, melyeket a szakértői vizsgálatok 12 ezer évesnek mutattak. Az itt talált cseréptöredékek az újkőkorból, mintegy 5 ezer évvel ezelőttről származnak. Legszebb része az Aragonit-ág láthatatlan aragonit virágaival és sztalaktitjaival, valamint a Vörös korall-ág, melyet sötét színű koraloidok díszítenek. A barlang geomorfológiai, paleontológiai és archeológiai értékei miatt 1986 óta védett.
- Ókori halomsírok a település határában.

## Gazdaság
Gazdaságilag fejletlen elővárosi település. Lakói főként mezőgazdasággal és állattartással foglalkoznak. Többségük a közeli Dubrovnikba jár dolgozni. A közelben építik a Ploče felől Dubrovnikba haladó autópályát, melynek megépülésétől a település gazdasági fellendülését remélik.

## Fordítás
Ez a szócikk részben vagy egészben  a   Gromačka špilja című horvát Wikipédia-szócikk ezen változatának fordításán alapul.  Az eredeti cikk szerkesztőit annak laptörténete sorolja fel. Ez a jelzés csupán a megfogalmazás eredetét és a szerzői jogokat jelzi, nem szolgál a cikkben szereplő információk forrásmegjelöléseként.